# Karla Schramm
Pour les articles homonymes, voir Schramm.
Karla Schramm, née le 1er février 1891 à Los Angeles aux États-Unis, est une actrice américaine, du cinéma muet. Elle est la seconde actrice, après Enid Markey, à jouer le rôle de Jane Porter, la femme de Tarzan. Elle meurt le 17 janvier 1980 à Los Angeles et est incinérée.

## Filmographie

### Cinéma
- 1920 : Le Retour de Tarzan (The Revenge of Tarzan) : Jane
- 1920 : Le Fils de Tarzan (The Son of Tarzan) : Jane
- 1919 : Sa Majesté Douglas (His Majesty, the American)
- 1919 : Le Lys brisé (Broken Blossoms or The Yellow Man and the Girl)

## Galerie

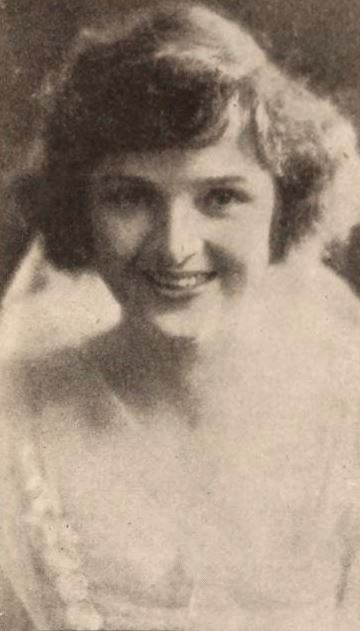
Karla Schramm (en 1921).
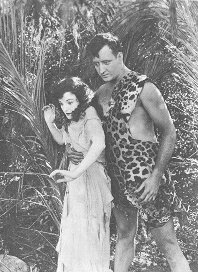
Karla Schramm et Gene Pollar dans le film Le Retour de Tarzan (1920)
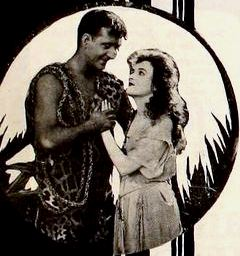
Karla Schramm et Gene Pollar dans le film Le Retour de Tarzan.
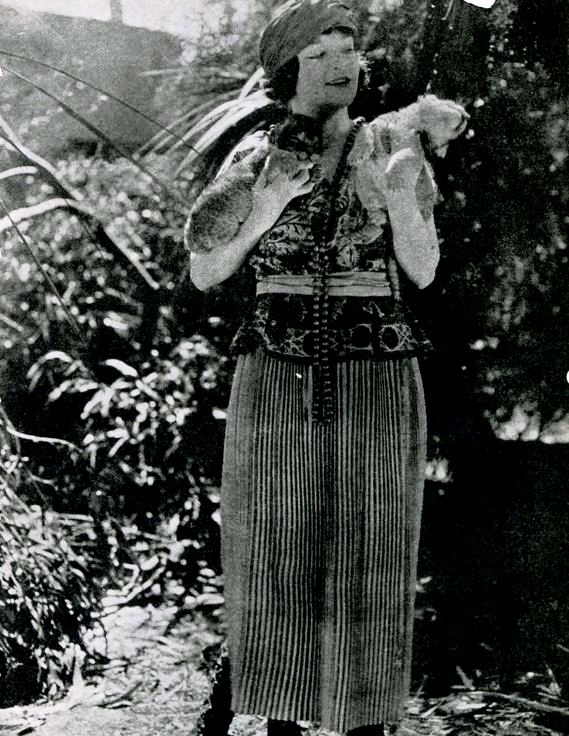
Karla Schramm dans le film Le Fils de Tarzan (1920).